# Delma mitella
Delma mitella — вид геконоподібних ящірок родини лусконогових (Pygopodidae). Ендемік Австралії. 

## Поширення й екологія
Delma mitella мешкають на північному сході Квінсленду, від Маріби до Палуми. Вони живуть у склерофітних рідколіссях та на узліссях вологих тропічних лісів.